# Лесів Петро Олексійович
Петро Олексійович Лесів (нар. 7 квітня 1970) — український футболіст та футзаліст, що грав на позиції півзахисника. Відомий за виступами у складі команд першої та другої ліг Івано-Франківської області. По завершенні виступів на футбольних полях — український футбольний тренер.

## Клубна кар'єра
Петро Лесів розпочав виступи на футбольних полях у складі аматорської команди «Галичина» (Брошнів) у 1994 році. У цьому ж році він перейшов до складу аматорської команди «Нафтовик» з Долини, яка з початку сезону 1997—1998 років розпочала виступи в другій лізі. У складі долинської команди Лесів грав до 2001 року, був у її складі гравцем основи, та одним із кращих бомбардирів, відзначившись у 116 проведених матчах 12 забитими м'ячами.
У 2001 році Петро Лесів став гравцем іншого клубу другої ліги «Лукор» з Калуша. У складі калуської команди також відразу стає гравцем основного складу та одним із кращих бомбардирів команди, і в сезоні 2002—2003 років став у складі команди переможцем групового турніру другої ліги. Паралельно в цьому ж сезоні Лесів грав у складі футзальної команди «Ураган» з Івано-Франківська. У сезоні 2003—2004 років футболіст на правах гравця фарм-клубу нижчої за рівнем команди зіграв 2 матчі у складі вищої за рівнем команди першої ліги Івано-Франківська. До серпня 2004 року Лесів грав у складі калуської команди в другій лізі, після чого у складі професійних команд не грав, і до 2012 року виступав у складі аматорських команд Івано-Франківської області, зокрема «Тисмениця» і «Калуш». У 2016—2017 роках Петро Лесів очолював тренерський штаб на той час аматорського клубу «Калуш», пізніше працював одним із тренерів футбольної команди.